# کالی (دیو)
کالی (कलि) ارباب حاکم کالی یوگا و دشمن کالکی، دهمین و آخرین اوتار خدای هندو ویشنو است.